# 斯库拉

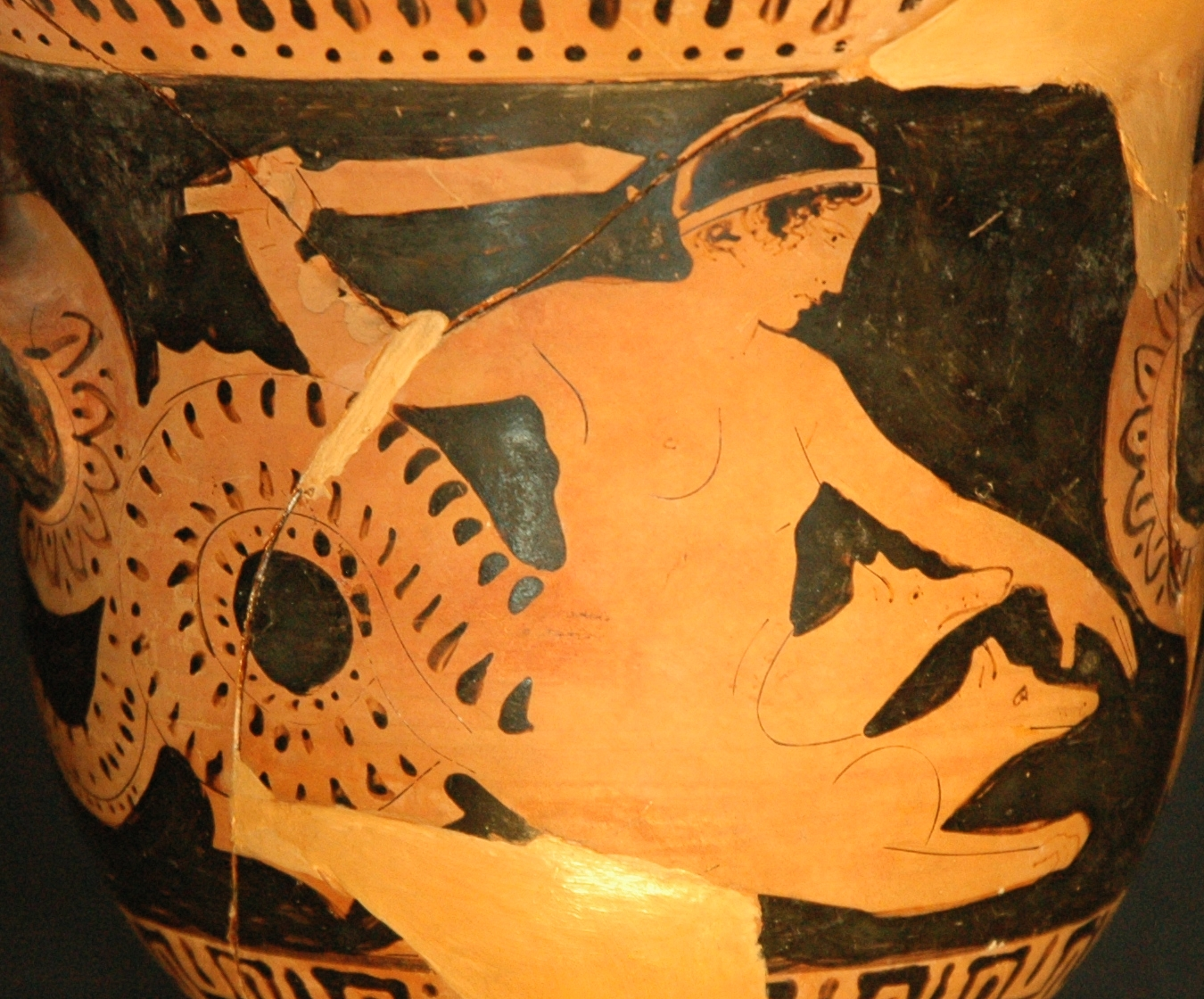
古希臘陶器上的斯庫拉

斯库拉或六妖獸（Scylla /ˈsɪlə/, 或者称为Skylla，在希腊语中称为 Σκύλλα，來自於希臘語動詞σκύλλω“撕碎、扯破”），是希腊神话中吞吃水手的女海妖。她的身体有六个头十二只脚，口中有三排利齒，并且有猫的尾巴。她守护在墨西拿海峡的一侧，这个海峡的另一侧有名为卡律布狄斯（Charybdis）的漩涡。船只经过该海峡时只能选择经过卡律布狄斯漩涡或者是她的领地。而当船只经过时她便要吃掉船上的六名船员。
古罗马诗人奥维德描述了斯库拉的身世。斯库拉原先是一个水仙女，是海神福耳库斯（Phorcys）的众多子女之一，她的兄弟姐妹中著名的包括：金苹果园的看守仙女赫斯珀里得斯姊妹（Hesperides），美杜莎（Gorgon Medusa）三姐妹，独眼巨人波吕斐摩斯（Polyphemus）的母亲海仙女Thoose，以及共享一只眼睛和一颗牙齿的格赖埃三姐妹（Graeae）。
斯库拉在水边漫步时被一位英俊的漁夫格劳科斯（Glaucus）爱上。然而斯库拉并不喜欢他，并且躲避着他的追求。于是格勞科便向女巫師喀耳刻（Circe）陈述了自己的爱慕并请求帮助。喀耳刻却因为这些爱情故事爱上了这位渔夫。但格勞科没有接受她的爱，因爱成恨的喀耳刻把怨恨都归结到斯库拉身上，并在斯库拉洗澡的水中投下药水，使得她的下半身变成恐怖的六头十二足妖兽模样。最後斯库拉和她所蟄伏的石壁一起石化成一座峭壁。

## 奥德赛的记载
在荷马的《奥德赛》第十二卷中，瑟西(喀耳刻)建议奥德修斯靠近斯库拉航行，因为卡律布狄斯可能会吞没整艘船：“紧贴斯库拉的峭壁——全速前行！与其失去整条船和所有船员，不如牺牲六人保全整船。”她还告诉奥德修斯，可以向斯库拉的母亲——河水仙女克拉泰伊斯祈求，让她阻止斯库拉多次攻击。奥德修斯成功穿越海峡，但当他和船员因卡律布狄斯而稍稍分心时，斯库拉突然出击，从甲板上抓走六名水手并活活吞噬。